# Comandante
Comandante é um termo usado nas forças armadas, forças de segurança, marinha mercante, aviação civil ou outras organizações para designar uma função de comando ou uma graduação permanente. O termo pode designar:
- um posto, graduação ou patente permanente, dentro de certas organizações;
- a função e, geralmente, a forma de tratamento de uma pessoa que exerce o comando de uma unidade, subunidade, aeronave ou navio.

## Função
Na maioria das organizações militares, o termo "comandante" designa o graduado que exerce a chefia de qualquer unidade, subunidade ou fração. Ocasionalmente, em certas subunidades e frações, normalmente não comandadas por oficiais, o termo "comandante" pode ser substituído pelo termo "chefe".
O termo foi também adoptado pelas forças de segurança, bombeiros e outras organizações civis que mantêm um modelo organizativo inspirado no militar.
Na marinha e na aviação civil, o termo "comandante" é sinónimo de "capitão" e designa o oficial que exerce o comando de um navio ou de uma aeronave. Além disso, nas marinhas de guerra, é a forma de tratamento genérico de todos os oficiais superiores, independentemente de exercerem ou não o comando de um navio.

## Patente
Nas forças armadas de vários países do mundo, existe o posto de comandante, que corresponde a várias patentes. Alguns países onde existe, são:
- Dinamarca - Kommandør é o posto naval correspondente a capitão de mar e guerra;
- Espanha - Comandante é o posto militar correspondente a major;
- Estados Unidos da América - Commander é o posto naval correspondente a capitão de fragata;
- França - Commandant é a designação genérica do posto militar correspondente a major. Conforme a arma, o posto de commandant tem a designação específica de "chef de bataillon" (infantaria), "chef d'escadron" (cavalaria) ou de "chef d'escadrons" (artilharia);
- Irlanda - Commander é o posto naval correspondente a capitão de fragata. Commandant é a designação alternativa do posto de major;
- Noruega - Kommandør é o posto naval correspondente a capitão de mar e guerra;
- Países Baixos - Commandeur é o posto naval correspondente a comodoro;
- Polónia - Komandor é o posto naval correspondente a capitão de mar e guerra;
- Reino Unido - Commander é o posto naval correspondente a capitão de fragata;
- Roménia - Comandor é o posto naval correspondente a capitão de mar e guerra.

## Insígnias e distintivos de patente

Força Aérea Espanhola (Comandante)
Exército Francês(Commandant)Exército Francês (Commandant)
Marinha da Noruega (Kommandør)
Marinha dos Países Baixos (Commandeur)
Marinha do Reino Unido (Commander)

## Comandante-chefe
As designações comandante-chefe ou comandante-em-chefe são atribuídas, em alguns países, às funções de altos comandos nas forças armadas. Pode designar o general comandante de uma das componentes das forças armadas, o comandante  de um teatro de operações ou o comandante de uma força independente importante. Em alguns países, o título de comandante-chefe, é atribuído ao chefe de estado, na sua função constitucional de comandante supremo das forças armadas, como no Brasil.
Em Portugal, a partir da década de 1950, o termo "comandante-chefe" passou a ser utilizado para designar o comandante das Forças Armadas num determinado teatro de operações. Subordinados, em termos operacionais, aos comandantes-chefes, estavam os comandantes das forças do Exército, da Marinha e da Força Aérea, estacionadas no, respectivo, teatro de operações. Os comandantes-chefes, por sua vez, estavam subordinados ao Chefe do Estado-Maior-General das Forças Armadas. Em cada província ultramarina foi criado um comando-chefe permanente. Além destes, poderiam ser criados outros a título eventual. Normalmente, quando o governador de uma província ultramarina era um militar, o mesmo acumulava essas funções com as de comandante-chefe local. Atualmente, em caso de necessidade, está prevista a criação de comandantes-chefes na dependência do Chefe do Estado-Maior-General, aos quais seria atribuída uma carta de comando, com as missões atribuídas.